# Nately Scures
Nately Scures är en by i civil parish Newnham, i distriktet Basingstoke and Deane, i grevskapet Hampshire i England. Byn är belägen 6 km från Basingstoke. Nately Scures var en civil parish fram till 1932 när blev den en del av Newnham och Hook. Civil parish hade 288 invånare år 1931.